# Friedrich Dieterici

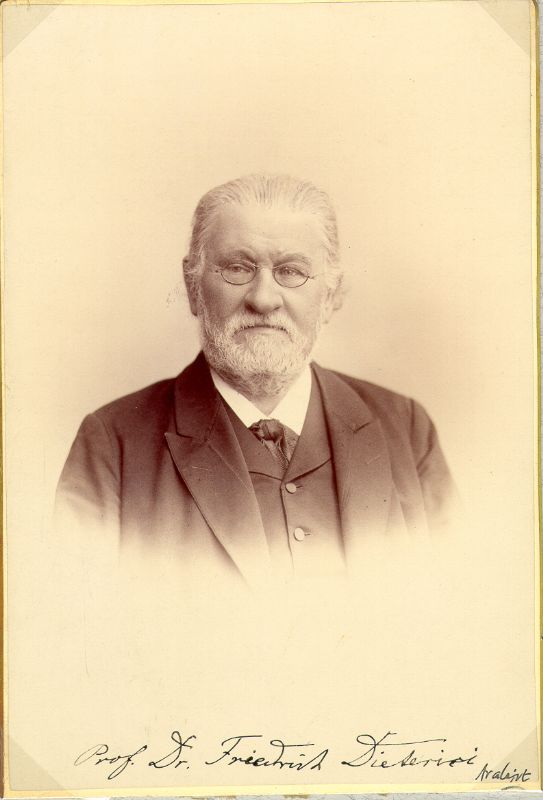
Friedrich Dieterici.

Friedrich Heinrich Dieterici, född 6 juli 1821 i Berlin, död där 18 augusti 1903, var en tysk orientalist. Han var son till Karl Friedrich Wilhelm Dieterici.
Dieterici utnämndes 1850 till extra ordinarie professor i arabiska (semitisk litteratur) i Berlin och författade ett stort antal arbeten i arabisk grammatik, litteratur och i synnerhet filosofi. Sistnämnda ämne behandlar bland annat hans översättning av sagan "Der Streit zwischen Mensch und Thier" (1858), vilken han sedan utgav med arabisk text (1879; andra upplagan 1881) och försåg med ordbok (Arabisch-deutsches Handwörterbuch zum Koran und Thier und Mensch, 1881; andra upplagan 1894), Die Naturanschauung und Naturphilosophie der Araber im 10. Jahrhundert (1861; andra upplagan 1876), Die Propädeutik der Araber (1865), Die Logik und Psychologie der Araber (1868), Die Anthropologie der Araber im 10. Jahrhundert (1871), Die Philosophie der Araber im 10. Jahrhundert (två band, 1876–1879) och Der Darwinismus im 10. und 19. Jahrhunderts (1878).
Vidare kan nämnas hans textupplagor till arabisk filosofi: Die sogenannte Theologie des Aristoteles, aus arabischen Handschriften (1882; översatt till tyska 1883), Die Abhandlungen der Ichwânes-Safâ in Auswahl (1883-86) och Alfârâbîs philosophische Abhandlungen (1890), Chrestomathie ottomane (1854), en österländsk roman Mirjam (1886) samt uppsatser i Zeitschrift der deutschen morgenländischen Gesellschaft och andra tidskrifter.